# Мартин Падар
Мартин Падар (Талин, 11. април 1979) је естонски џудиста. Био је ученик Томаса Кутерија.
Падар је освајао више медаља на Европским првенствима у џудоу и Европском отвореном првенству у џудоу. Његов највећи успех је освајање златне медаље у Европском првенству 2009. одржаном у Тбилисију. Злато је освојио и на Војном светском првенству 2007 у Хајдерабаду.
Учествовао је и на Летњим олимпијским играма 2008. у Пекингу где је због својих заслуга до тада носио Заставу Естоније на церемонији свечаног отварања игара, али је у такмичењу испао у другом кругу јер је изгубио од Бразилца Жоао Шлитера.
Падар је седам пута био победник у такмичењима Светског купа у џудоу.